# Astragalus alindanus
Astragalus alindanus är en ärtväxtart som beskrevs av Pierre Edmond Boissier. Astragalus alindanus ingår i släktet vedlar, och familjen ärtväxter. Inga underarter finns listade i Catalogue of Life.